# Iteaceae
Iteaceae is een botanische naam, voor een familie van tweezaadlobbige planten. Een familie onder deze naam wordt vrij zelden erkend door systemen voor plantentaxonomie, maar wel door het APG-systeem (1998)
en het APG II-systeem (2003).
In APG II is er de keuze tussen twee verschillende omschrijvingen:
- sensu stricto, exclusief de planten die anders de familie Pterostemonaceae vormen.
- sensu lato, inclusief de planten die anders de familie Pterostemonaceae vormen.

Het gaat om een kleine familie van bomen en struiken.